# La solitudine dei numeri primi
La solitudine dei numeri primi è il primo romanzo di Paolo Giordano.
Romanzo di formazione, narra le vite parallele di Alice e Mattia attraverso le vicende spesso dolorose che ne segnano l'infanzia, l'adolescenza e l'età adulta. Edito da Mondadori, ha ricevuto i Premi Strega, Campiello opera prima e Premio letterario Merck Serono 2008. Secondo Tuttolibri, La solitudine dei numeri primi è il libro più venduto in Italia nel 2008, con più di un milione di copie acquistate.

## Trama
Il romanzo racconta la storia di due persone, entrambe torinesi, Alice Della Rocca e Mattia Balossino, le cui vite vengono gravemente segnate da vicende accadute nella loro infanzia. Sebbene Torino non sia mai menzionata in modo esplicito, vengono fatti riferimenti alla chiesa della Gran Madre dove si svolgono le nozze di Viola Bai, alla basilica di Superga, all'ospedale Maria Ausiliatrice e al Fraitève, dove Alice si ferisce finendo nel dirupo.
Alice viene presentata come una bambina di sette anni che, pur odiando la scuola di sci e non mostrando alcuna attitudine particolare per tale sport, viene costretta a frequentarne un corso dal padre, che nutre grandi aspettative nei suoi confronti. Una mattina Alice si separa dal resto del gruppo dopo essersi defecata addosso per errore e, nel tentativo di ritornare a valle, finisce in un dirupo rimanendo gravemente ferita, tanto da rimanere zoppa per il resto della vita. 
Mattia è un bambino dotato di un enorme intelletto, al contrario della gemella Michela che invece è affetta da una grave forma di disabilità intellettiva. Isolato dal resto dei coetanei per via della sorella, Mattia vive la propria infanzia in solitudine. Un giorno viene invitato con Michela a partecipare a una festa di compleanno ma lui, temendo l'imbarazzo in cui potrebbe metterlo la gemella, la lascia in un parco con l'intenzione di tornare a prenderla alla fine della festa. Tuttavia, quando fa ritorno, Michela è scomparsa; le ricerche seguenti non portano a nulla, sebbene venga fatto intendere che potrebbe essere annegata nel fiumiciattolo vicino. 
Anni dopo, i due ragazzi sono diventati adolescenti problematici: Alice soffre di anoressia nervosa e prova un senso di isolamento dai compagni a causa della sua zoppia. Con una vita sociale pressoché nulla, Alice attira l'attenzione di Viola Bai, compagna di classe molto popolare, che decide di ammetterla nel proprio giro di amicizie. Grazie all'incoraggiamento di Viola, Alice conosce Mattia, il quale a sua volta è alienato dagli altri e ha sviluppato una malsana tendenza all'autolesionismo. Alice e Mattia stringono un'amicizia particolare: ciascuno svolge la propria esistenza autonomamente, ma ogni volta tornano a cercarsi. Continuano a frequentarsi anche dopo il liceo, quando Mattia prosegue gli studi matematici e Alice persegue la propria passione per la fotografia.
Nel frattempo, la madre di Alice viene ricoverata in ospedale per un tumore; lì Alice conosce Fabio Rovelli, un giovane medico, con il quale inizia una relazione. Mattia consegue la laurea e riceve un'offerta per una cattedra d'insegnamento presso un'università del nord Europa, probabilmente in Norvegia. Dubbioso sulla decisione da prendere, Mattia confida ad Alice la storia di Michela e i due si baciano la prima volta, sebbene un litigio porti Mattia a decidere di partire. Alice si sposa con Fabio, ma il matrimonio si deteriora in quanto Fabio vuole un figlio e Alice è sterile da anni a causa dell'anoressia, rifiutando di farsi curare. I due divorziano e Alice cade in depressione.
Mattia esercita con successo la professione di insegnante di topologia algebrica presso l'università straniera, dove conosce un collega, Alberto, anch'egli italiano. I due fanno un'importante scoperta algebrica e vanno a festeggiare a casa di Alberto. In quell'occasione Mattia conosce Nadia, un'amica del collega, con la quale passa una notte di sesso.
Nel 2007, Alice viene convinta dal suo datore di lavoro a farsi vedere in ospedale, e vede fugacemente una donna molto simile a Mattia; pensa che possa essere Michela, sebbene non riesca ad accertarsene, quindi chiama Mattia per chiedergli di tornare in Italia, senza specificare il motivo.
Alice non ha il coraggio di raccontare a Mattia di ciò che ha visto, passa un pomeriggio con lui, e i due si scoprono ancora innamorati. Tuttavia, incapaci di superare la barriera di solitudine che li divide, Mattia riparte senza che il loro rapporto abbia subito alcun sviluppo. I due ragazzi sono infatti paragonati a due numeri primi gemelli (numeri primi solitari e isolati, ma vicinissimi fra loro, poiché separati da un solo numero): accomunati dalle stesse particolarità, attratti l'uno verso l'altra, che non riescono mai a unirsi perché divisi da un ostacolo invalicabile.

## Personaggi secondari
- Michela Balossino: è la sorella gemella di Mattia, autistica, che, ancora bambina e dispersa nei pressi del Parco e del fiume a Torino, non verrà mai ritrovata e della cui scomparsa Mattia si porterà il senso di colpa per tutta la vita.
- Soledad Galienas: è la domestica ecuadoriana di casa Della Rocca. Dimostra una materna affettuosità nei confronti di Alice, sebbene lei non sempre contraccambi, non solo rifiutando con stizza il cibo ma arrivando a costringerla ad aiutarla a farsi fare un tatuaggio.
- Viola Bai: Una compagna di Alice alle superiori, estremamente bella e popolare ma anche arrogante e prepotente nei confronti degli altri, che porta Alice a marinare la scuola una volta e racconta frequentemente storie di dubbia veridicità sulle proprie esperienze sessuali. Alice desidera entrare nelle sue grazie, riuscendoci brevemente prima che Viola la escluda nuovamente con una futile scusa. Anni dopo, Alice si vendica quando viene chiamata a realizzare un servizio fotografico al matrimonio di Viola, facendole eseguire una serie di azioni volte ad umiliarla.
- Denis: Il compagno di banco di Mattia alle superiori e unica persona con cui ha una certa confidenza; è omosessuale e attratto dall'amico, ma smette di frequentarlo dopo il liceo, quando si trasferisce in Spagna con un nuovo fidanzato.
- Fabio Rovelli: è il giovane medico che cura la madre di Alice. Dopo un lungo corteggiamento, con il quale mette in mostra tutta la sua sicurezza, riesce a sposare la protagonista, ma la abbandona pochi anni dopo, in seguito ad una lite riguardante l'anoressia di lei, la quale testardamente non vuole farsi curare.
- Professor Niccoli: è il docente di Matematica all'Università di Torino, con cui Mattia discute una tesi su 'La Zeta di Riemann', laurendosi con 110 e lode
- Alberto Torcia: è un collega italiano che Mattia incontra all'università all'estero. È sposato e ha un figlio di nome Philip.
- Nadia: un'amica di Alberto che Mattia conosce ad una cena e con la quale passerà una notte di sesso.
- L'avvocato Della Rocca: il padre di Alice il cui nome di battesimo è sempre taciuto. Lui e Alice non hanno un buon rapporto, dopo l'incidente di lei. Dopo la morte della moglie, non sentirà più così spesso Alice.
- Fernanda: la madre di Alice che, verso la fine del libro, muore a causa di un tumore.
- Giada Savarino, Federica Mazzoldi e Giulia Mirandi: amiche di Viola con la quale formano il gruppo chiamato "le quattro stronze", che certe volte fanno scherzi pesanti alle compagne di scuola. Alice rincontrerà Giada e Giulia al matrimonio di Viola.
- Marcello Crozza: il fotografo presso cui Alice lavora e che la considera quasi una figlia.
- Pietro e Adele Balossino: i genitori di Mattia, che convivono duramente con il ritardo mentale di Michela (il primo soprattutto, la seconda con meno problemi), e il cui rapporto si incrina dopo la scomparsa di Michela.
- Riccardo Pelotti: il bambino che invita alla sua festa Mattia e, controvoglia, Michela, facendolo più per cortesia che per altro.
- Walter: cugino di Alice.
- Davide Poirino: compagno di classe di Alice in terza media, a cui dà il suo primo bacio.

## Ideazione
Secondo l'autore, Mattia e Alice, i protagonisti del romanzo, «estremamente rappresentativi di un certo mondo giovanile della borghesia, della borghesia opulenta, che garantisce agiatezza ai propri figli lasciandoli nella più assoluta solitudine spesso abbandonati a se stessi», vengono indicati con due numeri 2 760 889 966 649 (per Mattia) e 2 760 889 966 651 (per Alice), che sono due numeri primi gemelli, cioè separati da un unico numero pari che non permette loro d’incontrarsi, nonostante siano così vicini. Tale idea di fondo de La solitudine dei numeri primi è nata durante la fase di scrittura (durata nove mesi); Giordano, infatti, non era a conoscenza dell'esistenza di questo tipo particolare di numeri primi, ma li ha scoperti consultando Wikipedia.
Per la copertina, è stato usato l'autoscatto di una ventenne fotografa olandese di nome Mirjan Rooze (pseudonimo di Mirjan van der Meer), pubblicato su deviantART il 14 ottobre 2007; Giordano stesso pone la particolare copertina, che mostra un viso volutamente ambiguo che sbuca tra alcune foglie, fra le concause del successo dell'opera, indicando come molte persone, alle presentazioni del libro, abbiano dichiarato di "essere state indotte ad acquistarlo da quello sguardo in copertina". La dedica del libro ("A Eleonora, perché in silenzio te l'avevo promesso") è per un'amica dei tempi del liceo.

## Titolo
Il titolo originale scelto da Paolo Giordano per il libro (Dentro e fuori dall'acqua) è stato cambiato, su suggerimento dell'editor della Mondadori, lo scrittore Antonio Franchini.

## Opere derivate
Il 10 settembre 2010 è uscito l'omonimo film tratto dal romanzo, coprodotto dalla Offside di Mario Gianani e dalla francese Les Films des Tournelles, con il supporto della Film Commission Torino Piemonte. La pellicola, le cui riprese erano iniziate nell'autunno 2009, è diretta da Saverio Costanzo, curatore della sceneggiatura assieme allo stesso Giordano; nel cast, Alba Rohrwacher nella parte di Alice, Luca Marinelli in quella di Mattia e Isabella Rossellini in una parte minore: Adele, la madre di quest'ultimo.
Il film, come la vicenda del libro, è ambientato a Torino. La colonna sonora è stata affidata a Mike Patton e Brando Lupi.

## Pubblicazioni
- in Francia (La Solitude des Nombres Premiers) da Éditions du Seuil;
- nei Paesi Bassi (De eenzaamheid van de priemgetallen) da De Bezige Bij;
- in Portogallo (A Solidão dos Números Primos) da Bertrand;
- nel Regno Unito (The Solitude of Prime Numbers) da Doubleday;
- in Spagna, in lingua spagnola (La soledad de los números primos) da Salamandra, in catalano (La solitud dels nombres primers) da Edicions 62, e in basco (Zenbaki lehenen bakardadea) da Alberdania;
- in Germania (Die Einsamkeit der Primzahlen) da Blessing Verlag;
- in Russia (Одиночество простых чисел) da Ripol-Classic;
- in Macedonia (Осаменоста на простите броеви) da Matica.
- in Brasile (A solidão dos números primos) da Editora Rocco.
- in Polonia (Samotność liczb pierwszych) da W.A.B.
- in Israele (בדידותם של המספרים הראשונים) da Keter.
- in Lettonia (Pirmsskaitļu vientulība) da Atena;
- in Serbia (Usamljenost prostih brojeva), Dereta
- in Svezia (Primtalens ensamhet); översättning: Helena Monti (Stockholm, Forum, 2009)
- in Bulgaria (Самотата на простите числа) da Colibri;
- in Islanda (Einmana prímtölur) da Bjartur;
- nella Repubblica Ceca (Osamělost prvočísel) da Euromedia-Odeon;
- nella Repubblica Slovacca (Osamelosť prvočísiel) da Slovart.
- in Ungheria (A prímszámok magánya) da Europa;
- in Slovenia (Samotnost praštevil) da Mladinska Knjiga;
- in Turchia (Asal Sayıların Yalnızlığı) da Dogan Kitap;
- in Finlandia (Alkulukujen yksinäisyys) da WSOY.

## Edizioni
- La solitudine dei numeri primi, collana Scrittori italiani e stranieri, Milano, Mondadori, gennaio 2008, ISBN 978-88-045-7702-7. - Collana Oscar Grandi Bestsellers, Mondadori, giugno 2010, ISBN 978-88-045-8965-5; Collana Flipback, Mondadori, 2014, ISBN 978-88-046-4303-6; Collana Oscar Absolute, Mondadori, maggio 2016, ISBN 978-88-046-6663-9.